# Henriette Feller
Henriette Feller, née Odin (22 avril 1800 - 29 mars 1868) est une missionnaire chrétienne baptiste suisse issue du Réveil protestant francophone. Elle a créé la première communauté baptiste de langue française au Québec ainsi que l'Institut Feller, collège baptiste situé à Grande-Ligne.

## Biographie

### Jeunesse
Henriette Odin est la fille d'Alexandre-Nicolas Odin, secrétaire communal, et de Jeanne-Marie Gachet. Elle est née à Montagny-près-Yverdon, dans le canton de Vaud, et a emménagé à Lausanne avec ses parents trois ans plus tard.
En 1822, Henriette Odin épouse Louis Feller, le directeur de la police de Lausanne. Au cours des cinq années qui suivent, elle perd successivement sa fille, son mari, une de ses sœurs et sa mère. Elle-même contracte la fièvre typhoïde et doit suivre une cure de repos dans le Jura.

### Ministère
En 1827, elle quitte l'Église évangélique réformée du canton de Vaud et s'engage dans le travail missionnaire avec la Société des missions évangéliques de Lausanne.
En 1835, elle part pour le Bas-Canada avec un autre missionnaire baptiste suisse, le pasteur Louis Roussy. Son installation étant vigoureusement combattue par le clergé catholique de la province, elle s'installe à Grande-Ligne, où ce dernier avait moins d'influence en raison de sa position reculée. Grande-Ligne, aujourd'hui dans Saint-Blaise-sur-Richelieu, était le secteur bordant le chemin du même nom, qui marquait la limite entre la baronnie de Longueuil et la seigneurie de Léry. Feller s'installe du côté du chemin faisant partie de Léry et y reçoit l'appui du seigneur, William Plenderleath Christie. En 1836, elle y fonde avec Roussy une école qui deviendra l'Institut Feller. La chapelle attenante accueille la première église baptiste francophone du Québec.
Durant la Rébellion des Patriotes de 1837 à 1838, les patriotes considérèrent les missionnaires protestants comme des alliés de leurs adversaires britanniques, aussi Henriette Feller et les autres baptistes durent-ils fuir vers les États-Unis. Après la fin de la Rébellion, Henriette Feller a constaté qu'elle était mieux accueillie à Grande-Ligne, et son groupe avait également gagné des soutiens aux États-Unis qui l'ont aidée à recueillir des fonds pour développer la mission.
En 1839, elle choisit de s’affilier avec la Foreign Evangelical Society de New York. En 1847, elle se fait baptisé par immersion et devient membre de la Société missionnaire baptiste canadienne .

### Fin de vie
Atteinte par une pneumonie aiguë en 1855, Henriette Feller partit se reposer dans le sud des États-Unis et plus tard en Suisse sans beaucoup d'amélioration. En 1865, elle fut frappée de paralysie et resta dès lors confinée dans sa chambre.
Henriette Feller est décédée à Grande-Ligne le 29 mars 1868, à l'âge de 67 ans.